# ليونارد فرينش
ليونارد فرينش (بالإنجليزية: Leonard French)‏ هو فنان زجاج ‏ ورسام أسترالي، ولد في 8 أكتوبر 1928 في برونزويك ‏ في أستراليا، وتوفي في 10 يناير 2017 في ملبورن في أستراليا.